# Ypsilandra alpina
Ypsilandra alpina är en nysrotsväxtart som beskrevs av Fa Tsuan Wang och Tang. Ypsilandra alpina ingår i släktet Ypsilandra och familjen nysrotsväxter. Inga underarter finns listade.